# Профессиональные заболевания
Профессиональные заболевания — заболевания, возникающие в результате воздействия вредных производственных факторов. В целом, они приводят к смерти в десятки раз большего числа рабочих, чем несчастные случаи, аварии и т.п.
К профессиональным заболеваниям относят заболевания, которые встречаются только в условиях профессиональной деятельности или они распространены в данной профессии чаще, чем в целом среди населения или в других рабочих группах.
К профессиональным заболеваниям не относятся производственные травмы.
Характерной особенностью РФ является не регистрация подавляющего числа профессиональных заболеваний именно как профессиональных. Эта тенденция проявляется с 1930-х гг., что мешает получить объективную информацию о ситуации и разработать адекватную государственную политику для сбережения населения.
Из-за неэффективной государственной политики в области охраны труда значительно возросла доля рабочих мест с вредными условиями труда. Из-за этого заметно увеличилось количество людей трудоспособного возраста, умирающих из-за профессиональных заболеваний. По оценкам экспертов Международной организации труда (МОТ), в России в 2001 году из-за профзаболеваний ежегодно умирало около 57,9 тыс. работников, а в 2014 году - уже около 190 тыс. человек, несмотря на многократный рост объёмов продаж средств индивидуальной защиты за это время.

## История
По данным уже в 16 веке Агрикола впервые описал профессиональные заболевания горнорабочих, развивающиеся из-за загрязнения воздуха минеральной пылью. Позднее информация о профессиональных заболеваниях работников разных производств, более 60 профессий, была собрана итальянским врачом Рамаццини.

## Распространённость
К профессиональным болезням относятся заболевания, обусловленные воздействием неблагоприятных факторов производственной среды. Однако работа в условиях чрезмерно сильного воздействия вредных производственных факторов может быть причиной развития и прогрессирования и не профессиональных заболеваний.
В ряде стран существуют списки профессиональных заболеваний, за которые работник имеет право на получение компенсаций или пособий.
За заболевания, не включенные в такой список, компенсации не предусмотрены. Поэтому для описания заболеваний профессионального происхождения, которые не включены в официальные списки, используется термин «профессионально обусловленные заболевания».
В законодательстве многих стран существует презумпция того, что конкретное заболевание вызвано тем, что рабочий находится в рабочей среде, а задача работодателя или страховщика доказать, что болезнь возникла по другой причине.

### Влияние профзаболеваний на смертность работников
По данным МОТ во всех странах несчастные случаи со смертельным исходом, аварии и т.п. приводят к гибели около 330 тыс. работников, а общее число погибших из-за профзаболеваний и несчастных случаев достигает 2 млн. ежегодно. То есть, при использовании данных по всем странам вместе, в среднем, на одного погибшего из-за несчастного случая приходится в 6 раз больше умерших из-за профзаболеваний. Это соотношение относится для регистрируемого числа смертей.
В то же время хорошо известно и признано, что во многих развивающихся странах и некоторых развитых большая часть случаев смерти работников из-за профзаболеваний не регистрируется как связанная с условиями труда, а гибель при несчастных случаях регистрируется более точно. Если использовать данные по тем развитым странам, где учёт профзаболеваний лучше, соотношение будет совершено другим.
В Новой Зеландии население на период получения оценок составляло 3,9-4,1 млн. По данным на примерно 100 погибших из-за несчастных случаев приходится порядка 700-1000 умерших из-за профзаболеваний. Это соотношение схоже с оценками специалистов МОТ (2001): 78 и 1300, отличие 17 раз.
Полноценного учёта смертности из-за профессиональных заболеваний в США нет. При населении в рассмотренный ниже период 284-326 млн., по оценкам, в 2007 г. из-за несчастных случаев погибло 5,6 тыс., а из-за профзаболеваний - 53 тыс., то есть из-за заболеваний в 9 раз больше. А по расчётам МОТ в 2001 г. погибло из-за несчастных случаев 6,6 тыс., из-за профзаболеваний около 100 тыс., в 15 раз больше. Наконец, по оценкам отдела охраны труда профсоюзного объединения Американская федерация труда — Конгресс производственных профсоюзов в 2017 г. из-за несчастных случаев и профзаболеваний погибло около 5,2 и 95 тысяч работников соответственно, то есть отличие в 18 раз.
В Австралии, при населении 27 млн. в 2023 году, погибло 200 работников (в среднем, за предыдущее десятилетие, по 188 ежегодно). А по оценкам объединения профсоюзов из-за профзаболеваний ежегодно умирает порядка 7 тыс. рабочих, т.е плохие условия труда уносят в 35 раз больше жизней, чем травмы. Последний результат схож с прогнозом МОТ за 2001 год, 236 и 6504, отличие 28 раз.
Ситуация во Франции - наглядный пример некорректного учёта профзаболеваний (в развитой стране). При населении в 2001-2005 гг. 60-61 млн., в 2005 г. было официально зарегистрировано 493 умерших из-за профзаболеваний. В статье объясняются причины: неполный список профзаболеваний; не заинтересованность медицинских работников, которых (выбирает и нанимает) работодатель; частые случаи соглашений работников и работодателей о сокрытии профзаболеваний с тем, чтобы избежать соответственно увольнения и очень небольшой компенсации, и роста страховых отчислений в Фонд социального страхования; затруднения в подаче иска от пострадавших работников, трудившихся во Франции, но проживавших в Польше и Марокко. По оценкам МОТ в 2001 году во Франции умерло из-за несчастных случаев и профзаболеваний 730 и более 17 тысяч работников. То есть, серьёзные недостатки в регистрации профзаболеваний занижают их число примерно в 35 раз ...
Индия в 2001 году сообщила МОТ о 222 работниках, погибших за год из-за несчастных случаев со смертельным исходом (при общей численности трудоспособного населения свыше 400 млн.). Прогноз МОТ несколько иной: более 40 тыс. из-за несчастных случаев, и более 260 тыс. умерших из-за заболеваний, связанных с работой.

### В России
В Российской Федерации постановка диагноза острого или хронического профессионального заболевания сопровождается выполнением ряда законодательно утвержденных процедур. Окончательный диагноз хронического профессионального заболевания устанавливается в Центре профпатологии.
В Российской Федерации наиболее распространены:
- заболевания от воздействия физических факторов: сенсоневральная тугоухость — от воздействия шума, вибрационная болезнь — от воздействия локальной и общей вибрации
- заболевания, связанные с физическими перегрузками и перенапряжением отдельных органов и систем: радикулопатии различной локализации, моно-полинейропатии, периартрозы, деформирующие остеоартрозы;
- заболевания, связанные с воздействием промышленных аэрозолей: пневмокониоз (силикоз), хронический пылевой бронхит, хронический обструктивный (астматический) бронхит.
- заболевания, связанные с негативными факторами взаимодействия с УХИ (нервный тик, голубиная депрессия, повышенная агрессивность, алкоголизм).

Из-за неэффективной государственной политики в области охраны труда значительно возросла доля рабочих мест с вредными условиями труда. Из-за этого заметно увеличилось количество людей трудоспособного возраста, умирающих из-за профессиональных заболеваний. По оценкам экспертов Международной организации труда (МОТ), в России в 2001 году из-за профзаболеваний ежегодно умирало около 57,9 тыс. работников, а в 2014 году - уже около 190 тыс. человек, несмотря на многократный рост объёмов продаж средств индивидуальной защиты за это время. По мнению российских профпатологов, в СССР и России с 1930-х систематически занижается число регистрируемых профзаболеваний.

### Профилактика прозаболеваний
Ряд профессиональных заболеваний неизлечимы и необратимы (пневмокониозы, например силикоз, антракоз и т.п., нейросенсорная тугоухость, и множество других). Поэтому главную роль в профилактике профессиональных заболевание должны играть гигиеническое нормирование вредных производственных факторов, в сочетании с устранением их чрезмерного, опасного для людей воздействия с помощью замены токсичных веществ на малоопасные, герметизации оборудования, вентиляции, дистанционного управления и автоматики, шумоизоляции, и использования других средств коллективной защиты. Эффективность таких способов наибольшая. Важное значение также придаётся предварительным и периодическим медицинским осмотрам лиц, подвергающихся воздействию таких факторов, в идеале - биологический мониторинг.
В тех случаях, когда средства коллективной защиты не смогли снизить воздействие до предельно допустимого уровня (ПДУ) или предельно допустимой концентрации (ПДК) и ниже, работодатель обязан обеспечивать работников средствами индивидуальной защиты (СИЗ). И их применение получило самое широкое распространение в РФ. Работодателям проще купить и выдать сравнительно недорогие СИЗ, а не проектировать, устанавливать, налаживать и проводить техническое обслуживание более дорогостоящих и сложных средств коллективной защиты. Стоимость одной лишь электроэнергии, потребляемой двигателем вентилятора за 1 смену, может быть больше, чем цена высокоэффективных (как декларируется) респираторов "Лепесток-200" для всех работников цеха. В условиях регистрации незначительной доли профессиональных заболеваний использование СИЗ более удобно. Но, в реальности, их способность предотвращать развитие профессиональных заболеваний может быть исключительно низкой. В некоторых случаях работодатели, разработчики и поставщики СИЗ обосновывают их высокую эффективность некорректными способами, а некоторые серьёзные проблемы замалчиваются. Например, в условиях, когда при медосмотрах не проверяется способность работников обнаружить загрязнение воздуха вредным веществом по запаху, потребителям не дают никакой информации и никаких средств, позволяющих избежать замены противогазных фильтров по признаку появления запаха ядовитого газа в маске. Но из-за привыкания, низкой индивидуальной чувствительности, отвлечения внимания, простуды и ряду других причин работник может не заметить проникание токсичного газа через фильтр.
В 2003 г. был опубликован результат опроса специалистов по профессиональным заболеваниям из 74 регионов. Подавляющее большинство отнеслось к приравниванию выдачи СИЗ и улучшению условий труда негативно. Но чиновники игнорировали их мнение.
Эффективное лоббирование интересов поставщиков и производителей СИЗ привело к тому, что было разрешено использовать средства Фонда социального страхования на закупку СИЗ, и считать выдачу работникам СИЗ равноценной улучшению условий труда. Так, по мнению начальника Департамента условий и охраны труда Ю.Г. Сорокина (Минтруд РФ), одновременно возглавлявшего лоббистское объединение поставщиков СИЗ "... наиболее часто у работников диагностируются ... нейросенсорная тугоухость ... пневмокониозы ... . Правильный подбор и применение современных СИЗ ... позволяет предотвратить возникновение данных заболеваний". Заявление о высокой профилактической эффективности СИЗ органов дыхания (и других) было обосновано ссылкой на "экспертные оценки". В результате из средств ФСС тратится на закупку СИЗ в десятки (2014 г. - 29 раз) и сотни (2021 г. - 240 раз) больше, чем на снижение вредного воздействия, и при этом 20-40% средств ФСС присваевается недобросовестными менеджерами.
С другой стороны, влияние СИЗ на профессиональную заболеваемость рассматривалось во многих из ежегодных докладов Роспотребнадзора "о санитарно-эпидемиологическом благополучии ...". По данным этих документов за 2003-2023 гг. из 147 тыс. случаев профзаболеваний и отравлений 461 был вызван: отсутствием СИЗ (6,8%), не применением СИЗ (45%), недостатками СИЗ (48%), или неисправностью СИЗ (0,2%). Этот 461 случай составляет всего лишь 0,31% от всех 147 тыс. профзаболеваний и отравлений.
Тем не менее, вопреки мнению специалистов и опыту развитых стран, но благодаря государственной поддержке, СИЗ стали основным (нередко единственным) средством профилактики профзаболеваний в РФ: затраты на СИЗ достигли 49,8 % от затрат на охрану труда, за 2001-2023 гг. их закупки возрасти в 15 раз. Но это не привело ни к устранению профзаболеваемости, ни к заметному снижению смертности населения РФ трудоспособного возраста, что подтверждает их низкую профилактическую эффективность.
Износ основных фондов предприятий, и "перекос" в сторону использования СИЗ привели к тому, что за 1997-2014 гг. доля работающих во вредных условиях возросла с 17 до 39%, а объём продаж СИЗ за 2001-2017 гг. вырос в 7 раз.
По стечению обстоятельств, в США была предпринята схожая попытка в области защиты от шума. Для профилактики необратимой утраты слуха разрешили выдавать работникам СИЗОС вместо улучшения условий труда. Но практика нескольких десятилетий показала, что эта попытка окончилась полным провалом.